# Wellengenerator
Ein Wellengenerator (englisch shaft-driven generator) ist ein elektrischer Generator vornehmlich auf Schiffen, der direkt oder indirekt von der Propellerwelle angetrieben wird. Er übernimmt aus Gründen der Wirtschaftlichkeit die Bordversorgung mit elektrischer Energie, wenn die Drehzahl der Hauptantriebsmaschine im Seebetrieb innerhalb eines festgelegten Bereiches liegt.

## Funktion und Aufbau

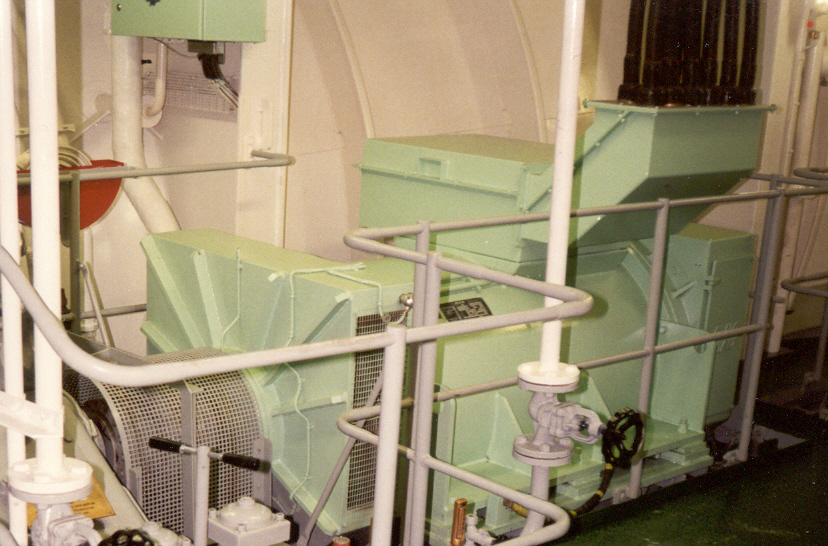
Wellengenerator auf einem Containerschiff

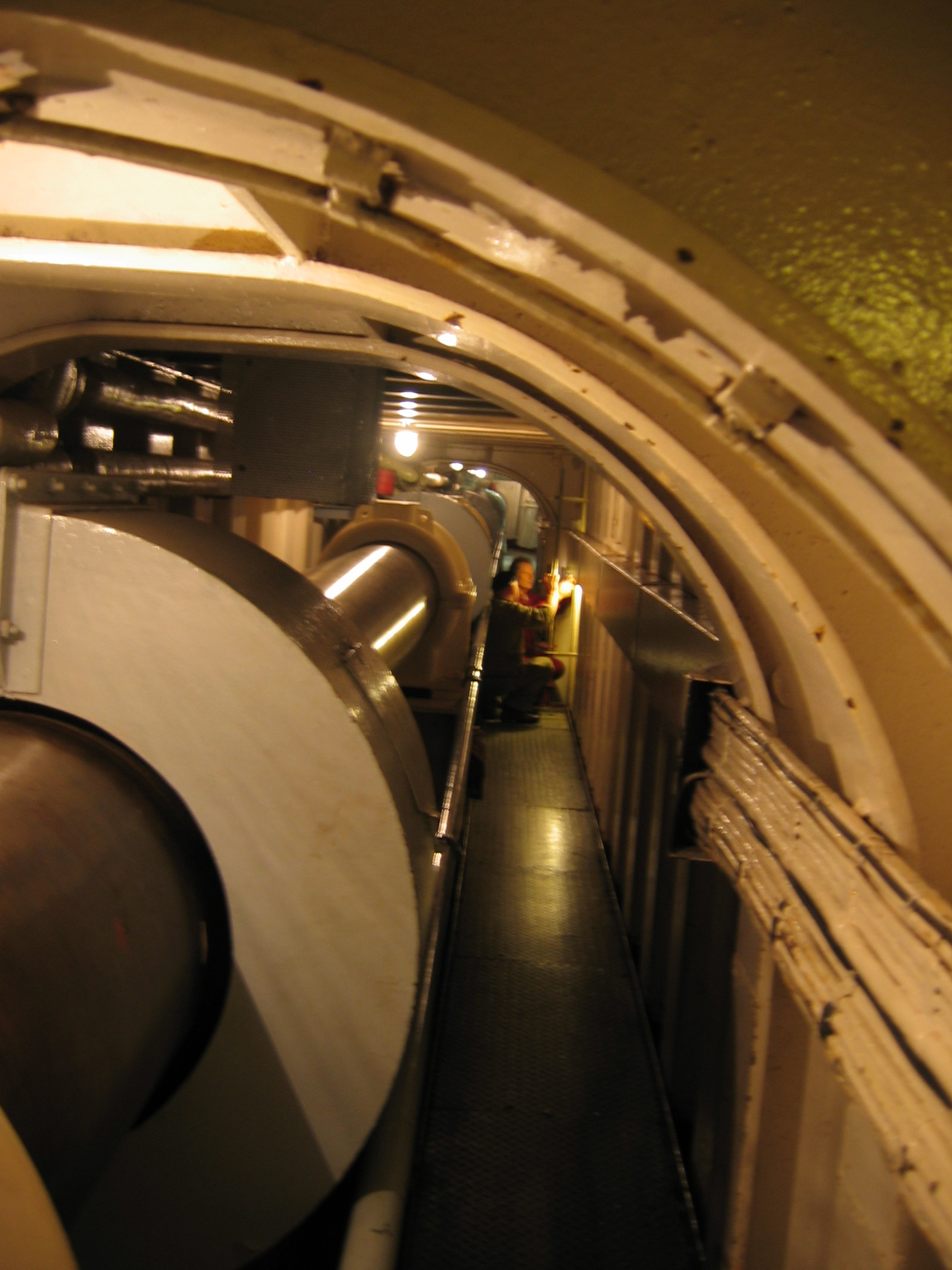
Propellerwelle im Wellentunnel

Wellengeneratoren werden sowohl in Gleich- als auch in Drehstromanlagen genutzt. 
Gleichstrom-Wellengeneratoren werden nur auf sehr kleinen Schiffen wie Sportbooten eingesetzt und sind mit Lichtmaschinen in Kraftfahrzeugen vergleichbar. Ein eingebauter Regler hält unabhängig von der Drehzahl und Belastung die Spannung nahezu konstant. 
Bei Seeschiffen kommen ausschließlich Drehstromgeneratoren (Synchrongeneratoren) zum Einsatz. Die Frequenz im Bordnetz soll nahezu konstant sein, die Frequenz der Spannung des Synchrongenerators ist aber konstruktionsbedingt ein ganzzahliges Vielfaches der Drehzahl. Abhängig von anderen Gegebenheiten der Maschinenanlage gibt es folgenden Anlagenarten: 
1. Große Schiffe werden üblicherweise von einem Zweitaktmotor und einem Festpropeller angetrieben. Der Wellengenerator ist um die Propellerwelle herum gebaut. Die Frequenz ist abhängig von der Propellerdrehzahl. Mit einem elektronischen Frequenzumrichter wird eine Spannung der gewünschten Bordnetzfrequenz erzeugt.
2. Kleine und mittelgroße Schiffe für regionale Dienste sind oft mit einem Verstellpropeller ausgerüstet. Damit kann die Drehzahl des Dieselmotors konstant gehalten werden und der Schiffsvortrieb kann unabhängig davon mit dem Propeller eingestellt werden. Damit wird kein elektronischer Frequenzumrichter benötigt.
3. Bei kleinen Schiffen mit spezieller Ausstattung kommen gelegentlich auch Anlagen vor, bei denen ein automatisches mechanisches oder hydraulisches Überlagerungsgetriebe die variable Propellerdrehzahl in eine konstante Generatordrehzahl wandelt, oder bei denen ein spezieller Generator (Doppelt gespeiste Asynchronmaschine) für eine konstante Frequenz sorgt.

Es wurden Anlagen in der Variante 1 gebaut, wobei der Generator aber über ein Getriebe an die Propellerwelle gekoppelt war und mit einer wesentlich größeren Drehzahl als der Propeller betrieben wurde. Bei dieser Bauart können Generator und Getriebe bei kurzen schnellen Drehzahländerungen z. B. durch Seegang erheblich belastet werden. Das ist beherrschbar, der erforderliche Aufwand macht diese Anlagenvariante aber uninteressant.